# Gmina Maków
Die Gmina Maków ist eine Landgemeinde im Powiat Skierniewicki der Woiwodschaft Łódź in Polen. Ihr Sitz ist das gleichnamige Dorf.

## Gliederung
Zur Landgemeinde Maków gehören zehn Dörfer mit einem Schulzenamt:
Dąbrowice
Jacochów
Krężce
Maków
Maków-Kolonia
Pszczonów
Sielce (Sielce Lewe und Sielce Prawe)
Słomków
Święte (Święte Laski und Święte Nowaki)
Wola Makowska
Weitere Ortschaften der Gemeinde sind Święte Laski-Kolonia und Zwierzyniec.

## Verkehr
Der Haltepunkt Maków liegt an der Bahnstrecke Warszawa–Katowice. An der Grenze zur Gemeinde Skierniewice liegt ein weiterer Haltepunkt namens Dąbrowice Skierniewickie.